# Banstead
Banstead – miasto w Anglii, w hrabstwie Surrey, w dystrykcie Reigate and Banstead. Leży 22 km na południe od centrum Londynu. W 2001 miasto liczyło 46 280 mieszkańców.